# حريش كليل
حريش كليل (الاسم العلمي: Lithobius muticus) هو نوع من المفصليات يتبع جنس الحريش من الفصيلة الحريشية.